# IK Sirius
IK Sirius är en idrottsklubb i Uppsala i Sverige, bildad 9 augusti 1907. 1991 delades klubben upp i IK Sirius Fotbollsklubb och IK Sirius Bandyklubb. 1999 tillkom en innebandysektion, IK Sirius IBK och 2024 en bordtennissektion, IK Sirius Bordtennisklubb.

## Sektioner
- Bandy, se vidare IK Sirius BK
- Fotboll, se vidare IK Sirius FK
- Innebandy, se vidare IK Sirius IBK
- Bordtennis, se vidare IK Sirius BTK

## Historik
IK Sirius grundades den 9 augusti 1907 i området Svartbäcken i Uppsala. Innan namnet IK Sirius antogs hette klubben IK Spurt och IK Svartbäcken under en kortare period. Förutom idrott anordnade klubben underhållning med föredrag, sång och musik som tog plats i bönsalar och församlingslokaler. Idrottsklubben fick genom de kulturella inslagen en egen profil och medlemstillväxten var god.
Genom att Studenternas uppfördes 1908 som den första moderna idrottsplatsen i Uppsala, förbättrades förutsättningarna för att bedriva en bra verksamhet. Klubbens första DM-tecken vanns redan år 1912. Det gällde bland annat terränglöpning och löpning 1 500 meter. De största framgångarna har dock kommit i bandy och fotboll. Sirius bandyklubb har skördat stora framgångar och då främst under 1960-talet. Den 22 september 2013 gick Sirius Fotboll - efter fyra år utanför elitfotbollen - upp i Superettan, med 21 vinster, 5 oavgjorda och 0 förluster under säsongen. Man tappade endast två poäng på hemmaplan. Sedan 2017 spelar Sirius fotboll åter i Allsvenskan, och Sirius är därmed den första svenska idrottsföreningen med herrlag i högsta serierna i både fotboll, bandy och innebandy.
2024 blev Uppsala bordtennisklubb en del av Sirius verksamhet under namnet IK Sirius BTK.

### Fotnoter
1. ↑  http://www.ishockeytabeller.se/lag-uppland
2. 1 2  ”1907: så började det”. IK Sirius. http://www.siriusfotboll.se/web/1907-sa-borjade-det/. Läst 7 november 2014.
3. ↑  Martin Alsiö (25 februari 2004). ”De allsvenska klubbarnas födelsedagar”. Bolletinen. http://www.bolletinen.se/sfs/allsvenskan/grundades.pdf. Läst 10 oktober 2011.
4. ↑  ”Sirius”. Nationalencyklopedin. http://www.ne.se/uppslagsverk/encyklopedi/lång/sirius-(idrottsf). Läst 9 oktober 2015.
5. ↑  ”Sirius - Uppslagsverk - NE”. www.ne.se. http://www.ne.se/uppslagsverk/encyklopedi/l%C3%A5ng/sirius-(idrottsf). Läst 14 juni 2017.
6. 1 2  Hanna Thompson (30 juni 2024). ”Sirius växer – tar in ny förening i verksamheten”. unt.se. https://unt.se/sport/artikel/sirius-vaxer-tar-in-ny-forening-i-verksamheten/r9w597oj. Läst 30 juni 2024. [inloggning kan krävas]
7. ↑  ”Sirius fotboll”. http://www.siriusfotboll.se/web/historik/. Läst 7 januari 2014.